# Ute Brinckmann-Schmolling
Ute Brinckmann-Schmolling (* 8. Mai 1924 in Insterburg; † 24. Februar 2014 in Darmstadt) war eine deutsche Grafikerin und Malerin.

## Leben
Ute Brinckmann-Schmolling war die Tochter des Kunsterziehers Paul Schmolling und dessen Ehefrau Anna (geb. Szagunn) (* 2. Oktober 1898; † 25. Oktober 1963).
Nach Beendigung des Abiturs absolvierte sie verschiedene Dienste beim Reichsarbeitsdienst, bevor sie 1942, dank der Vermittlung von Norbert Dolezich, ein Studium an der Kunstakademie Königsberg begann; sie wurde dort in der Klasse Porträt und figurale Komposition von Eduard Bischoff unterrichtet; weiteren Unterricht hatte sie bei Wilhelm Heise.
Die Flucht aus Ostpreußen im Herbst 1944 führte sie zuerst nach Brandenburg, von da nach Lüneburg und weiter ins Emsland. In ihrem Fluchttagebuch erfasste sie zeitnah die Ereignisse ihrer Flucht in belebten, aquarellierten Federzeichnungen, die mit Texten versehen, einen exklusiven Einblick in die Ereignisse ihrer Fluchtetappen über Brandenburg nach Ostfriesland geben.
1948 ließ sie sich als freischaffende Künstlerin in Elmshorn nieder und in den folgenden Jahren fanden verschiedene Einzelausstellungen in Elmshorn, Pinneberg und Uetersen statt.
Nach ihrer Übersiedlung nach Frankfurt am Main, 1950, begegnete sie dem Grafiker Wilhelm Heise wieder, der ihr wichtige technische Anregungen für ihr druckgrafisches Schaffen gab. Sie setzte sich nun intensiver mit unterschiedlichen druckgrafischen Techniken (Linol- und Holzschnitt, Lithografie, Siebdruck sowie Weben, Batiken und Applizieren von Bildteppichen) auseinander. Seit 1956 erhielt sie erste Aufträge der Stadt Frankfurt für Kunst am Bau, dem folgten 1961 Aufträge des Landes Hessen. 1959 unternahm sie mehrere Reisen nach Paris sowie Holland und hatte einen längeren Aufenthalt in Italien; im gleichen Jahr erfolgte der Umzug nach Darmstadt.
Seit 1970 arbeitete sie an großformatigen Linolschnitten und entwickelt hierbei eigene Drucktechniken. Ab 1974 erarbeitete sie kleinere Collagen, die sie aus Linoldrucken entwickelte, ab 1980 waren es dann großformatige Collagen.
Ab 1995 zeichnete sie neue Bilder in Acrylfarben auf Papier, die zum Teil collagiert waren.
Neben der Beteiligung an zahlreichen Gruppenausstellungen im In- und Ausland fanden seit 1957 Einzelausstellungen in Frankfurt am Main (1957), in Bremen (1957), Karlsruhe (1957), Krefeld (1969), Darmstadt (1987) und Dieburg (1990) statt.
Ute Brinckmann-Schmolling war mit dem Bildhauer Helmut Brinckmann verheiratet, gemeinsam hatten sie zwei Söhne, die 1963 und 1964 geboren wurden.

### Künstlerisches Wirken
Im Laufe ihres langen Künstlerlebens legte sie sich ungern fest und so entstanden die vielfältigsten Arbeiten, gegenständliche und abstrakte, Bildteppiche, Mosaiken, Sgraffiti und Resopalmalereien, Linol- und Holzschnitte, Siebdrucke und Lithografien und in jüngster Zeit immer wieder Acrylmalerei auf Papier; so sagte sie einmal: „Ein Bild hat in der Welt ein vollkommen eigenständiges Dasein. Es ist ein Gefüge von Farben und Formen, die es in Spannung zueinander zu setzen gilt, damit es ein unverwechselbares Ganzes wird“.
Ein Teil ihres Werkes wurde von ihrer Familie digitalisiert und veröffentlicht.

## Preise und Auszeichnungen
- 1956 bekam sie den 3. Preis für Malerei im Wettbewerb Deutsches Olympia in München.
- 1991 erhielt sie in Mapello im Premio-Agazzi-Wettbewerb die Silbermedaille.

## Mitgliedschaften
Sie war Mitglied in verschiedenen Künstlergemeinschaften:
- seit 1950 im Grafikring Frankfurt;
- seit 1974 in der Darmstädter Sezession[2]
- seit 1959 in der Künstlergilde Esslingen;
- seit 1970 im Verein zur Kunstförderung Darmstadt.

## Werke (Auswahl)
- Bildteppich (Batik) im Historischen Museum in Frankfurt am Main.
- Ostdeutsche Galerie in Regensburg.
- 1950: Vogelbaum (Kunst am Bau) in Frankfurt am Main.
- 1958: Wandbild in der HNO-Universitätskinderklinik in Frankfurt am Main.
- 1957/1958: Wandbild im Alten- und Kinderheim, Hühnerweg-Wendelsweg in Frankfurt-Sachsenhausen.